# Kendal
Pour les articles homonymes, voir Kendal (homonymie).
Kendal (francisé au Moyen Âge en Candale) est une ville du comté de Cumbria, en Angleterre.
Située à 64 km au sud de Carlisle, sur la Kent, sa population en 2011 est de 28 586 habitants.
La ville faisait partie historiquement du Westmorland. Ses bâtiments construits en calcaire gris lui valent le surnom de Auld Grey Town.

## Histoire
Mentionnée par le Domesday Book sous le nom de Cherchbi, elle a longtemps été appelée Kirkbie Kendal soit « village avec une église dans la vallée de la Kent ». Une motte normande y fut construite alors que la ville portait le nom de Kirkbie Strickland.
La ville développe ensuite un marché important, spécialisé dans l'industrie de la laine, et son château féodal est successivement reconstruit jusqu'au XIIe siècle : Kendal est alors dans le domaine de la famille des châtelains de Lancastre. En 1446, Jean de Foix est créé comte de Kendal (en), et le titre reste en France sous le nom de Candale (maisons de Foix puis de Nogaret-La Valette). Au XIXe siècle la ville donne son nom au Kendal mint cake, une confiserie à la menthe.
Kendal ne fut pas le chef-lieu administratif du comté de Westmorland (existant jusqu'en 1974), lequel était Appleby ; elle en était néanmoins le centre urbain le plus important.

## Personnalités liées à la ville

### Naissance dans la ville
- Catherine Parr (1512-1548), sixième et dernière épouse de son troisième mari, Henri VIII.
- Arthur Eddington (1882-1944), astrophysicien.
- David Starkey (né en 1945), historien constitutionnel.
- David Pearson (né en 1959), joueur de squash.
- Steve Hogarth (né en 1959), chanteur du groupe Marillion.

### Autres liens avec la ville
- John Wilson (1741-1793), mathématicien, y est mort.
- John Dalton (1766-1844), chimiste, physicien et météorologiste, y vécut de 1781 à 1793.